# Aisha (namn)
Aisha eller A'isha är ett arabiskt kvinnonamn med betydelsen 'levande'.
Den 31 december 2017 fanns det totalt 1 769 kvinnor folkbokförda i Sverige med namnet Aisha, varav 1 533 bar det som tilltalsnamn.
Namnsdag i Sverige: saknas

Namnsdag i Finland (finlandssvenska namnlängden): saknas

## Ayesha
Ayesha är ett arabiskt kvinnonamn som betyder 'de troendes moder'.
Den 31 december 2017 fanns det totalt 193 kvinnor folkbokförda i Sverige med namnet Ayesha, varav 161 bar det som tilltalsnamn.
Namnsdag i Sverige: saknas

Namnsdag i Finland (finlandssvenska namnlängden): saknas

## Personer med namnet Aisha/Ayesha
- Aisha, gift med profeten Mohammed
- 'A'isha at-Taymuriya, egyptisk författare och feminist
- Aisha Tyler, amerikansk skådespelare och komiker
- Ayesha Quraishi (född 1981), svensk musiker, även känd som Ayesha